# Kásád
Kásád (kroatisch Kašad) ist eine ungarische Gemeinde im Kreis Siklós im Komitat Baranya.

## Geografische Lage
Kásád liegt 12 Kilometer südwestlich der Stadt Villány, zwei Kilometer westlich der Großgemeinde Beremend und in zwei Kilometer Entfernung von der Grenze zu Kroatien.

## Geschichte
Kásád wurde 1294 erstmals urkundlich erwähnt.

## Sehenswürdigkeiten
- Heimatmuseum (Sokac Tájház)
- Marienstatue in einem halbkreisförmigen Gewölbe
- Römisch-katholische Kirche Nagyboldogasszony

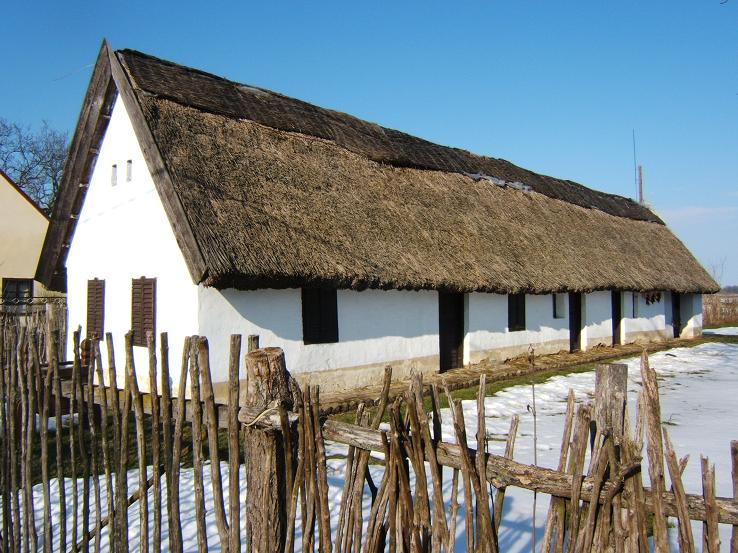
Heimatmuseum
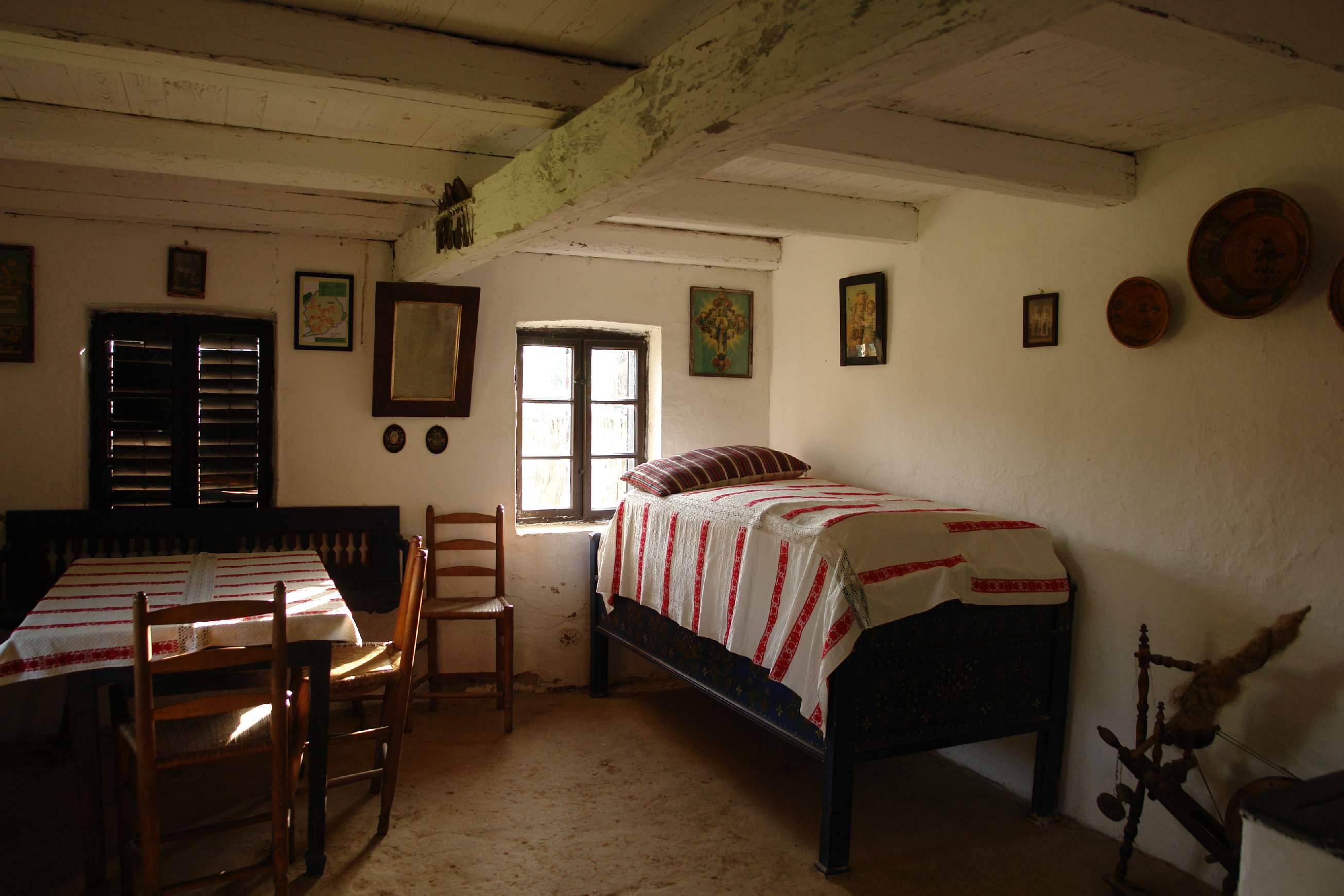
Raum im Heimatmuseum

## Verkehr
Kásád ist nur über die Nebenstraße Nr. 57121 zu erreichen. Der nächstgelegene Bahnhof befindet sich in nordöstlich in Magyarbóly.